# Moskalvó
Moskalvó (en rus: Москальво) és un poble de l'óblast de Sakhalín, a l'Extrem Orient de Rússia, que el 2013 tenia 293 habitants. Pertany al districte d'Okhà.